# Vuurgevecht bij de O.K. Corral

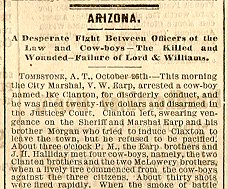
Krantenartikel over het gevecht (1881)

Het vuurgevecht bij de O.K. Corral is een legendarische gebeurtenis uit de Amerikaanse geschiedenis. Het is een vuurgevecht dat plaatsvond op 26 oktober 1881 in het stadje Tombstone in Arizona, nabij de O.K. Corral (een corral was een soort stal die verhuurd kon worden, waar cowboys hun paard konden verzorgen of laten verzorgen, of waar ook wel kleine kuddes vee ondergebracht werden).
Het vuurgevecht ging tussen twee groepen mannen, aan de ene zijde Wyatt Earp, zijn broers Morgan en Virgil en Doc Holliday, en aan de andere zijde Frank McLaury, Tom McLaury, Billy Clanton, Ike Clanton en Billy Claiborne. De laatstgenoemde groep werd de cowboys genoemd, maar volgens Earp en zijn medestanders waren ze niets anders dan veedieven en moordenaars. Critici van Earp beweren overigens dat hijzelf ook een bandiet was die alleen maar deed alsof hij de wet handhaafde.
In het gevecht, dat ongeveer 30 seconden duurde, werden Frank McLaury, Tom McLaury en Billy Clanton gedood. Ike Clanton en Billy Claiborne overleefden zonder verwondingen, maar werden gearresteerd. De aanleiding voor het gevecht was de beroving van een postkoets op 15 maart eerder dat jaar, waarbij twee doden vielen en waarvan Earp beweerde dat McLaury en zijn maten de daders waren.
Er zijn diverse lezingen over het verloop van en de aanleiding voor het gevecht. Sommigen beweren dat het een correcte poging van de politie was om een stel veedieven te arresteren (Virgil Earp was sheriff in Tombstone), waarbij de cowboys begonnen te schieten. Anderen beweren dat het een regelrechte afrekening was tussen twee rivaliserende bendes (de Earp-clan had niet bij iedereen een even frisse naam), waarbij de cowboys zich wilden overgeven maar desalniettemin in koelen bloede werden afgeslacht. Zelfs de verklaringen van ooggetuigen waren niet eensluidend. Hierdoor zal de precieze toedracht waarschijnlijk altijd vaag blijven.
Het Vuurgevecht bij de O.K. Corral is beschreven in vele boeken en is tevens enkele malen verfilmd, zoals My Darling Clementine (1946) onder regie van John Ford, Gunfight at the O.K. Corral (1957) onder regie van John Sturges, Tombstone (1993) onder regie van George P. Cosmatos en Wyatt Earp (1994) onder regie van Lawrence Kasdan.